# Wojciech Lorenc
Wojciech Lorenc (ur. 19 kwietnia 1899 w Rymanowie, zm. 27 maja 1987 tamże) – polski ksiądz rzymskokatolicki, w diecezji przemyskiej, więziony przez władze komunistyczne.

## Życiorys
Urodził się 19 kwietnia 1899 roku w Rymanowie, syn Jana i Bronisławy Ryglewicz. Od 1910 kształcił się w C. K. Gimnazjum w Sanoku, gdzie w 1918 ukończył VIII klasę i zdał egzamin dojrzałości. W 1918 wstąpił do Wyższego Seminarium Duchownego w Przemyślu. 11 czerwca 1922 roku otrzymał święcenia kapłańskie z rąk bpa Józefa Sebastiana Pelczara.
W latach 1922–1924 był wikariuszem w parafii Dydnia, następnie w latach 1924–1928 w parafii św. Barbary Wolanka-Borysław. W latach 1928–1929 był wikariuszem w parafii Dubiecko, a następnie w latach 1929–1934 był wikariuszem w parafii Grodzisko Dolne. W latach 1934–1937 był wikariuszem w parafii Górno. W latach 1937–1938 był administratorem parafii w Starej Soli. W styczniu 1938 roku został wikariuszem w parafii Hyżne. W listopadzie 1938 roku został proboszczem w parafii Tryńcza. W 1940 roku jego staraniem w parafii zamieszkały siostry Służebniczki Starowiejskie.
Podczas okupacji niemieckiej współpracował ze zbrojnym oddziałem polskiego podziemia. Po rozpracowaniu i wykryciu współpracy księdza z podziemiem niepodległościowym, Urząd Bezpieczeństwa 25 maja 1949 roku przeprowadził rewizję w kościele, podczas której znaleziono skład broni i amunicji Narodowych Sił Zbrojnych. Został aresztowany i 4 stycznia 1950 roku wyrokiem Wojskowego Sądu Rejonowego w Rzeszowie, w pokazowym procesie skazany na 12 lat więzienia. Początkowo był osadzony w więzieniu na zamku rzeszowskim, a następnie w więzieniu we Wronkach. 9 kwietnia 1955 roku został zwolniony z więzienia.
Po powrocie do diecezji przemyskiej w 1956 roku został administratorem w parafii Warzyce. W uznaniu zasług został odznaczony Expositorium Canonicale, a w 1968 roku uzyskał przywilej używania rokiety i mantoletu. 11 kwietnia 1969 przeszedł na emeryturę i zamieszkał w Rymanowie. Zmarł 27 maja 1987 roku.